# Marcel Flückiger
Pour les articles homonymes, voir Flückiger.
Marcel Flückiger est un footballeur international suisse, né le 20 juin 1929 et mort le 27 novembre 2010 à Berne.
Il a joué toute sa carrière aux Young Boys de Berne et a été sélectionné pour la coupe du monde 1954.